# یونایتد اکسپرس

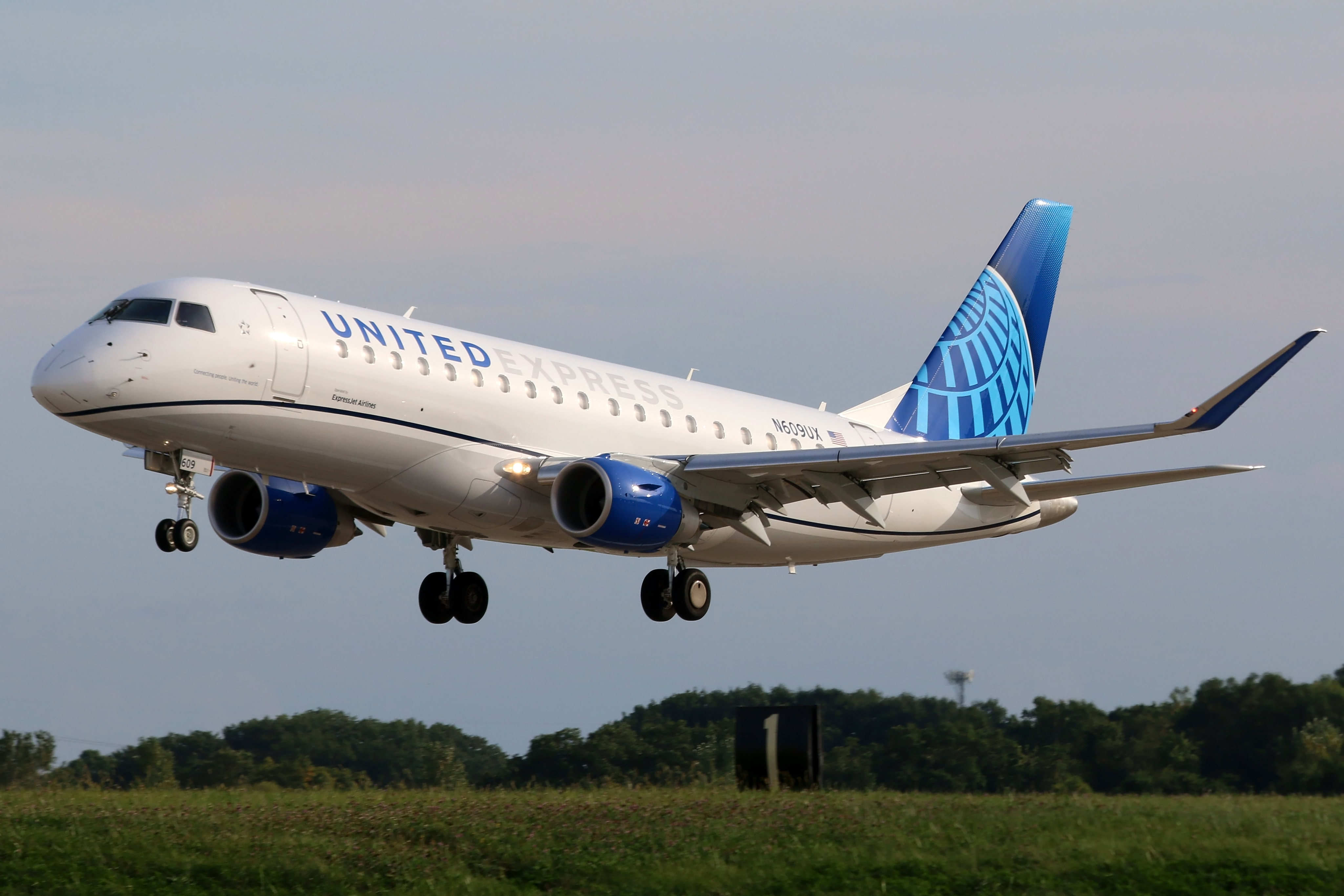
یک فروند امبرائر ۱۷۵ متعلق به یونایتد اکسپرس

یونایتد اکسپرس (به انگلیسی: United Express) شرکت هواپیمایی آمریکایی است، که از ۱۱ شرکت هواپیمایی منطقه‌ای تشکیل شده و در عمل بخش پروازهای کوچک و متوسط خطوط هواپیمایی یونایتد ایرلاینز به‌شمار می‌آید. این شرکت در حال حاضر در ناوگان هوایی خود، دارای ۵۴۰ فروند هواپیمای مسافربری می‌باشد.